# Git Magnusson
Git Magnusson, född 13 april 1938 i Borås, död 13 november 2002 i Stockholm, var en svensk krögare. 
Magnusson var under 1960-talet programledare på Vispråmen Storken, en verksamhet hon sedan flyttade till den egna krogen Mosebacke Etablissement, där hon bland annat drev Viscafé Storken och Mosebacke Anarki under många år. Hon var också eldsjälen bakom Waxholms visfestival. År 2000 kom hennes första och enda skiva i eget namn, kallad 's Wonderful!. 
Hon finns representerad i visalbumet "100 svenska visor" 1965–1995 i urval av Sid Jansson.
Git Magnussons grav finns på Katarina kyrkogård i Stockholm, strax intill vännen Cornelis Vreeswijks.
Sonen Hjalmar Leissner (född 1972) är gitarrist och har spelat med många av landets kända artister.